# Son House
Pour les articles homonymes, voir House.
Edward James House, Jr., plus connu sous le nom de Son House, né le 21 mars 1902 à Lyon, Mississippi et mort le 19 octobre 1988 à Détroit dans le Michigan, est un chanteur et guitariste de blues. Il est l'un des pionniers du blues du Delta du Mississippi, remarqué pour son chant et son jeu de guitare très expressifs.
En plus d'avoir influencé Robert Johnson et Muddy Waters, il est une inspiration pour John Hammond, Alan Wilson (de Canned Heat), Bonnie Raitt, The White Stripes, et John Mooney (en).
En 1980, il entre au Blues Hall of Fame, tout comme son single Preachin' the Blues en 2017.

## Biographie
La date de naissance de Son House est incertaine. Bien que tous les documents légaux indiquent une naissance le 21 mars 1902 à Riverton, un hameau au sud de Clarksdale dans l'État du Mississippi, Son House lui-même donna des informations contradictoires et déclara être né en 1886, ce qui veut dire qu'il serait mort à 102 ans. Ses parents se séparent alors qu'il n'est âgé que de six ans et sa mère meurt peu de temps après. Adolescent, il se forme pour devenir prêcheur baptiste et apprend en même temps la musique. Attiré par le blues, il apprend la guitare en autodidacte dans les années 1920, bien que sa religion lui interdise fermement le blues, qui évoque selon elle le monde du péché. Il sera plus tard pasteur de l'église baptiste à Lyon (Mississippi). À ses débuts, il est influencé par les bluesmen Willie Wilson, Rubin Lacey et James McCoy. Vers 1927, il chante régulièrement dans les barrel houses, où il développe un goût prononcé pour le whisky et les femmes.
Après le meurtre d'un homme, pour lequel il prétend être en situation de légitime défense, il purge une peine à la prison qu'il surnomme dans ses chansons « Parchman Farm », le pénitencier d’État du Mississippi en 1928 – 1929. Sa peine est finalement révisée vers la fin 1929 (ou début 1930). À sa sortie, il déménage et part vivre à Lula dans le comté de Coahoma, Mississippi, où il rencontre et partage les représentations de Charley Patton, Willie Brown - qui sera choriste en studio en 1941 -, Robert Johnson, Fiddlin' Joe Martin (en) et sa mandoline, et l’harmoniciste Leroy Williams, vers Robinsonville (en), comté de Tunica, dans l’État du Mississippi - où ont lieu les sessions de 1941, puis à Memphis (Tennessee) jusqu’en 1942.
Son House enregistre neuf chansons pour Paramount Records en 1930, et devient conducteur de tracteur dans les plantations de la région Lake Cormorant après leur échec commercial. Pourtant, après la mort de Patton en 1934, Son House devient la plus grande star du Delta. Puis Alan Lomax, de la Bibliothèque du Congrès, le fait à nouveau rentrer en studio au début des années 1940 : les sessions ont lieu en fin août 1941 et juillet 1942. Lors de la première, il est accompagné d'un groupe de musiciens : Brown, Martin et Williams. Pour la seconde, il est seul avec sa guitare.
Il retombe ensuite dans l'oubli et se retire. Dans les années 1960 mais il est redécouvert par de jeunes musiciens passionnés de blues comme Dick Waterman (en), Phil Spiro, Nick Perls (en) et Al Wilson, qui se mettent à se recherche et le trouvent à Rochester dans l’État de New York, où il vit depuis 1943. Il a totalement arrêté la musique après la mort de Willie Brown en 1953 et vit de petits boulots comme porteur ou cuisinier. Grâce à Waterman, devenu son manager, il enregistre un album, The Legendary Son house : Father of the Folk blues, produit par John Hammond pour Columbia, qui sort en 1965 et relance définitivement sa carrière. Wilson l'accompagne à la guitare et à l'harmonica. House se produit ensuite beaucoup aux États-Unis et en Europe en 1967 et 1970 notamment au Montreux Jazz Festival, et enregistre pour John Peel et CBS Records, opportunité pour un autre album. Comme Mississippi John Hurt, il est bien accueilli par la scène musicale des années 1960 et joue au Newport Folk Festival de 1964, au Carnegie Hall en 1965, puis à d'autres concerts publics en 1965, et en Europe en 1967. À l'été 1970, il participe de nouveau à une tournée en Europe, se produisant notamment au Festival de Jazz de Montreux. Sa santé s'étant détériorée, il se retire à nouveau en 1976. Il finit ses jours à Detroit, et meurt le 19 octobre 1988 d’un cancer du larynx.

## Musique

### Jeu instrumental
Son House a un style puissant et novateur, très rythmé, répétitif, souvent joué au bottleneck, accompagnant un chant qui doit beaucoup à celui des forçats des chain gangs et fieldhollers.
La musique de Son House, à l'opposé de celle, par exemple, d'un Blind Lemon Jefferson, est une musique de danse, faite pour être entendue dans l'atmosphère bruyante des « barrel houses » et autres salles de danse. Son House a eu une grande influence non seulement sur Muddy Waters mais aussi sur Robert Johnson, qui a repris certains de ses morceaux (Son House aurait d'ailleurs d'abord dit à Johnson, alors jeune, qu'il était bon pour l'harmonica mais mauvais guitariste, avant que celui-ci ne parte se perfectionner pour ensuite gagner en reconnaissance). Plus récemment, la musique de Son House a influencé des groupes de rock comme les White Stripes, qui ont repris son morceau Death Letter dans leur album De Stijl, et l'ont joué plus tard aux Grammy Awards de 2004[réf. nécessaire].
Le chanteur Francis Cabrel cite Son House comme une de ses références musicales dans la chanson Cent Ans de Plus sur l'album Hors-saison (1999).

### Titres remarquables
Son House est l'auteur des titres : 
- Death Letter
- Empire State Express
- Levee Camp Moan
- Mississippi County Farm Blues
- This War Will Last You for Years
- Trouble Blues[4]

## Discographie
- Son House : the library of Congress Sessions (USA : Folk-lyric 9002)[7]
- Walking Blues (GB : Flyright 545)[7]
- Blues from the Mississippi Delta (1964)
- The Legendary Son House: Father of the Folk Blues (1965)
- Oberlin College Concert (live) (1995)
- Delta Blues and Spirituals (1995)
- In Concert (live) (1996)
- Live at Gaslight Cafe, 1965 (2000)
- Delta Blues (2003)
- New York Central Live (2003)
- Death Letter
- House, Son

## Cinéma
- 2003, Feel Like Going Home - Du Mali au Mississippi, documentaire réalisé par Martin Scorsese. Une séquence montre des images d'archives de Son House.
- 2003, Warming by the Devil's Fire - Devil's Fire, documentaire réalisé par Charles Burnett. Une séquence montre des images d'archives de Son House.
- 2006, Black Snake Moan, film réalisé par Craig Brewer. On voit plusieurs fois des images d'archives de Son House dans le film.